# Che Cchuej-lien
Che Cchuej-lien (čínsky pchin-jinem Hé Cuìlián, znaky zjednodušené 何翠莲, tradiční 何翠蓮, * 1989, Ťiang-si) je čínská reprezentantka ve sportovním lezení. Vítězka světových her, Rock Masteru, mistryně světa a Asie v lezení na rychlost.

## Výkony a ocenění
- 2008: vicemistryně Asie
- 2009: mistryně světa a Asie, dva ženské světové rekordy v lezení na rychlost (9.04 s/15 m a 5.31 s/10 m)
- 2010: nominace na mezinárodní prestižní závody Rock Master v italském Arcu, vítězka
- 2010: mistryně Asie
- 2008 a 2016: nominace na světové hry v letech 2009 (zlato) a 2017
- 2015: vicemistryně Asie
- 2016: mistryně Asie
- 2018: dvě bronzové medaile z Asijských her

### Závodní výsledky
| Světové hry | Světové hry | Světové hry |
| Rok         | 2009        | 2017        |
| ----------- | ----------- | ----------- |
| Rychlost    | 1           | 9           |

| Arco Rock Master | Arco Rock Master |
| Rok              | 2010             |
| ---------------- | ---------------- |
| Rychlost         | 1                |

| Mistrovství světa | Mistrovství světa | Mistrovství světa | Mistrovství světa | Mistrovství světa | Mistrovství světa |
| Rok               | 2009              | 2011              | 2012              | 2016              | 2018              |
| ----------------- | ----------------- | ----------------- | ----------------- | ----------------- | ----------------- |
| Rychlost          | 1                 | 4                 | 18-19             | 17                | 14                |

| Světový pohár       | Světový pohár | Světový pohár | Světový pohár | Světový pohár | Světový pohár | Světový pohár | Světový pohár | Světový pohár | Světový pohár  | Světový pohár           |
| Rok                 | 2007          | 2008          | 2009          | 2010          | 2011          | 2012          | 2013          | 2016          | 2017           | 2018                    |
| ------------------- | ------------- | ------------- | ------------- | ------------- | ------------- | ------------- | ------------- | ------------- | -------------- | ----------------------- |
| Rychlost            | 17-18         | 11            | 19            | 4             | 6             | 13            | 19            | 15            | 17             | 11                      |
| jednotlivě* (1/2/4) | ,6,           | ,14, · , · ,  | ,5,           | , · , · 12,   | ,,5, · 10,    | ,10, 11,6,    | ,15, 15,15,   | ,15,16, 5,15, | ,10,15, 14,16, | ,11,10, 15,12, 12,5,15, |

* poznámka: nalevo jsou poslední závody v roce
| Asijské hry       | Asijské hry |
| Rok               | 2018        |
| ----------------- | ----------- |
| Rychlost          | 3           |
| Družstva rychlost | 3           |

| Mistrovství Asie  | Mistrovství Asie | Mistrovství Asie | Mistrovství Asie | Mistrovství Asie | Mistrovství Asie | Mistrovství Asie | Mistrovství Asie |
| Rok               | 2007             | 2008             | 2010             | 2013             | 2015             | 2016             | 2017             |
| ----------------- | ---------------- | ---------------- | ---------------- | ---------------- | ---------------- | ---------------- | ---------------- |
| Obtížnost         | 25               | 25               | —                | —                | —                | —                | —                |
| Rychlost          | 7                | 2                | 1                | 5                | 6                | 1                | 10               |
| Družstva rychlost | —                | —                | —                | —                | 2                | 2                | 7                |

| Mistrovství světa juniorů | Mistrovství světa juniorů |
| Rok                       | 2008 juniorky             |
| ------------------------- | ------------------------- |
| Rychlost                  | 7                         |